# Boomerang Bill
Boomerang Bill is een stomme misdaadfilm uit 1922 van regisseur Tom Terriss met acteur Lionel Barrymore in de hoofdrol.

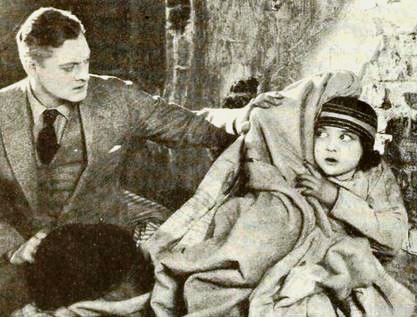
Scène uit Boomerang Bill

## Rolverdeling
| Acteur           | Personage         |
| ---------------- | ----------------- |
| Lionel Barrymore | Boomerang Bill    |
| Marguerite Marsh | Annie             |
| Margaret Seddon  | Annie's moeder    |
| Frank Shannon    | Terrence O'Malley |
| Matthew Betz     | Tony the Wop      |
| Charles Fang     | Chinese man       |
| Harry Lee        | Chinese man       |
| Miriam Battista  | Chinees meisje    |
| Helen Kim        | Chinees meisje    |